# Le Drapeau

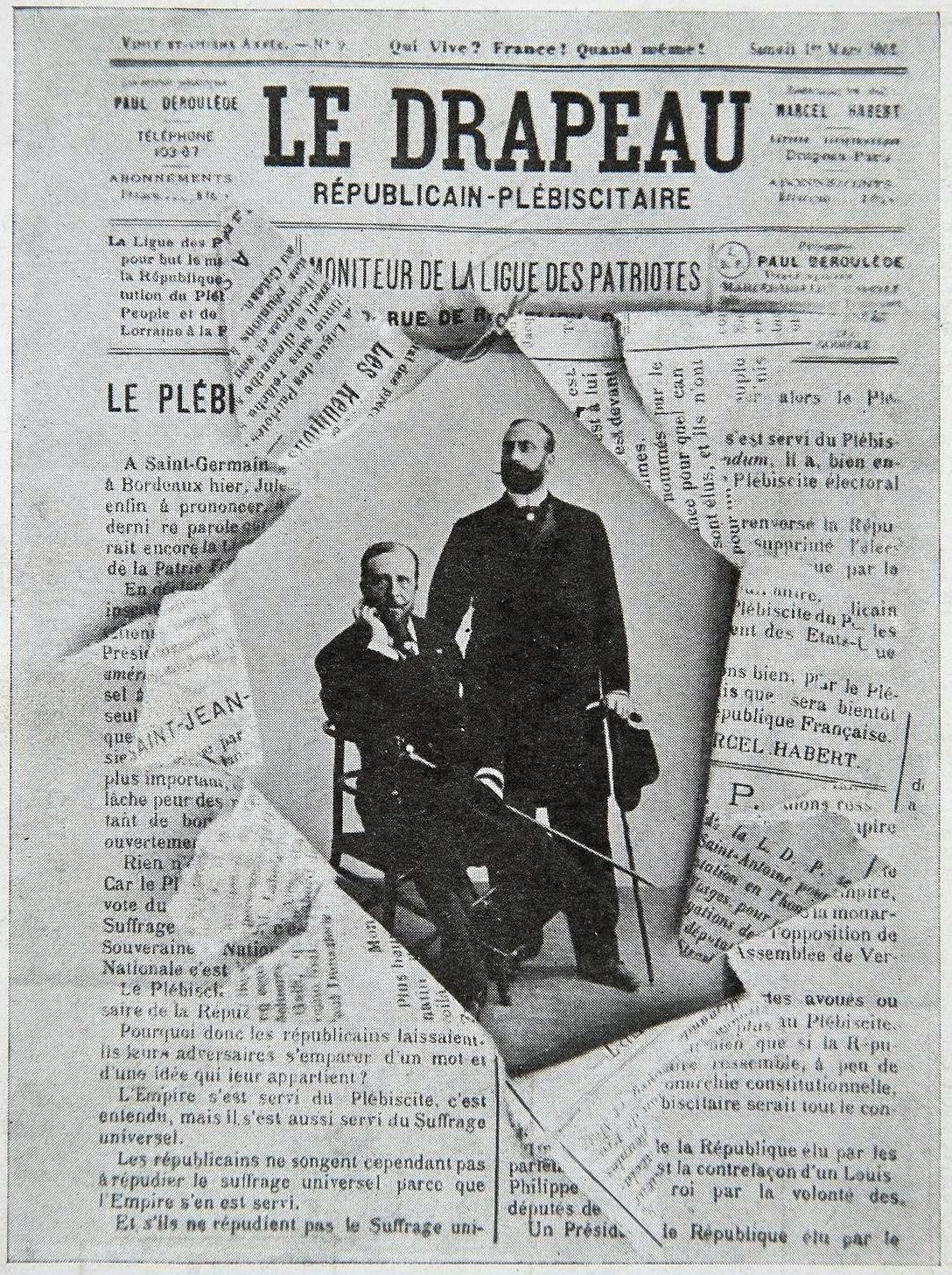
Fotomontage der Titelseite von "Le Drapeau" mit einer Fotografie von Paul Déroulède und Marcel Habert (1901, Ersteller unbekannt)

Le Drapeau (Die Flagge) war eine französische Zeitung, die am 29. Dezember 1881 von Louis-Robert d’Hurcourt gegründet wurde und die bis 1936 erschien.

## Geschichte
Die zunächst wöchentlich erscheinende Zeitung Le Drapeau wurde sehr schnell zum offiziellen Organ der Ligue des patriotes (LDP), deren Sitz in den Büros der Zeitung untergebracht war. Bereits vor Februar 1885 übernahm der Führer der LDP, Paul Déroulède, die Leitung der Zeitung.
Trotz berühmter Mitarbeiter wie Théodore de Banville, Alphonse Daudet, Édouard Detaille, Antonin Mercié, Alphonse de Neuville, Puvis de Chavannes und Sully Prudhomme war die Zeitschrift nicht sehr erfolgreich: 1884 hatte sie weniger als 2000 Abonnenten und eine Auflage von nur 6500 Exemplaren. Ab 1887 wurde Le Drapeau unter dem Einfluss von Déroulède politischer, die prestigeträchtigen Unterschriften und Illustrationen verschwanden, dann wurde das Erscheinen unregelmäßig, bevor sie im Sommer 1889 eingestellt wurde.
Le Drapeau erschien im Juli 1897 erneut. Im Mai 1901 versuchte Déroulède, die Zeitung unter der Leitung von Maurice Barrès in eine Tageszeitung umzuwandeln, doch Missmanagement und eine geringe Leserzahl (zwischen 17.000 und 29.000 von 50.000 erwarteten Lesern) führten dazu, dass die Zeitung ab Dezember 1901 zunächst wieder wöchentlich und danach sehr unregelmäßig erschien. 1936 wurde sie eingestellt.

## Weitere Mitarbeiter

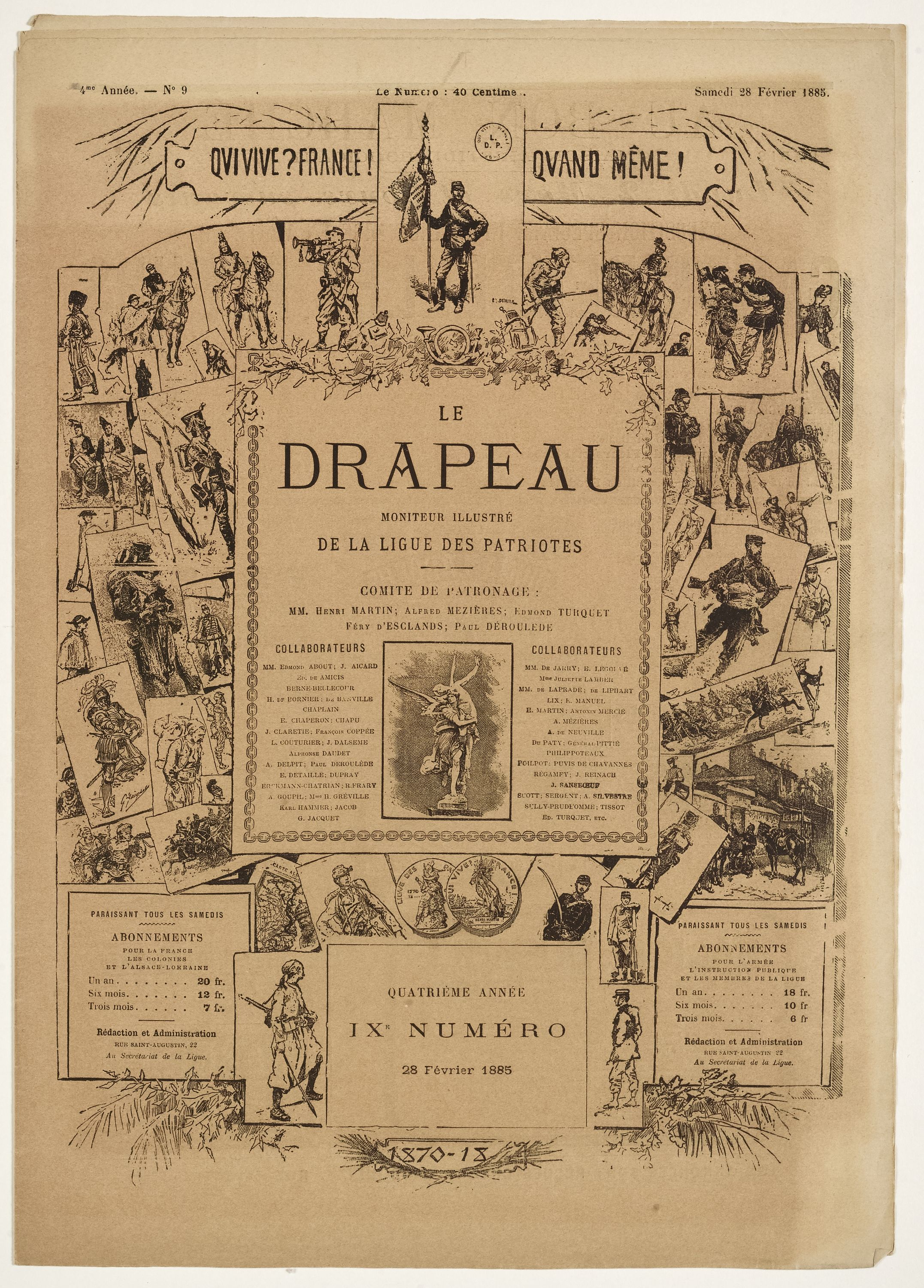
Le Drapeau vom 28. Februar 1885

Außer den obengenannten Personen (D’Hurcourt, Déroulède, de Banville, Daudet, Mercié, de Neuville, de Chavannes, Sully Prudhomme und Barrès) gehörten unter anderem noch François Coppée, Henri Deloncle, Dick de Lonlay, Henri Galli, Gyp, Marcel Habert, Augusta Holmès, Juliette Adam, Ferdinand Le Menuet, Jules Soury und Maurice Talmeyr zu den Mitarbeitern.